# گروستربن-تسوتاو
گروستربن-تسوتاو (به آلمانی: Großtreben-Zwethau) یک منطقهٔ مسکونی در آلمان است که در زاکسن واقع شده‌است.
 گروستربن-تسوتاو  ۱٬۹۹۸ نفر جمعیت دارد.